# La stoffa dei sogni
Pour plus de détails, voir Fiche technique et Distribution.
La stoffa dei sogni est un film italien réalisé par Gianfranco Cabiddu, sorti en 2016.

## Synopsis
À la suite d'un naufrage, l'improbable rencontre entre des détenus en cavale et une compagnie d'acteur sur une île-prison.

## Fiche technique
- Titre : La stoffa dei sogni
- Réalisation : Gianfranco Cabiddu
- Scénario : Gianfranco Cabiddu, Ugo Chiti et Salvatore De Mola
- Photographie : Vincenzo Carpineta
- Montage : Alessio Doglione
- Production : Isabella Cocuzza et Arturo Paglia
- Société de production : Paco Cinematografica
- Pays :  Italie
- Genre : Comédie
- Durée : 101 minutes
- Dates de sortie : 
  - Italie : 1er décembre 2016

## Distribution
- Sergio Rubini : Oreste Campese
- Ennio Fantastichini : De Caro
- Teresa Saponangelo : Maria Campese
- Alba Gaïa Bellugi : Miranda
- Renato Carpentieri : Don Vincenzo
- Jacopo Cullin : Tenente Franci
- Luca De Filippo : Capitano
- Francesco Di Leva : Andrea
- Maziar Firouzi : Ferdinando
- Fiorenzo Mattu : Antioco
- Adriano Pantaleo
- Ciro Petrone : Saverio

## Distinctions
Le film a été nommé pour 7 David di Donatello et a remporté le David di Donatello du meilleur scénario adapté.